# Andrei Semjonowitsch Mendel
Andrei Semjonowitsch Mendel (russisch Андрей Семёнович Мендель; * 17. April 1995 in Krasnoselskoje) ist ein russischer Fußballspieler.

## Karriere
Mendel begann seine Karriere beim FK Kuban Krasnodar. Zur Saison 2013/14 wechselte er zum FK Biolog-Nowokubansk. Für Biolog kam er zu elf Einsätzen in der Perwenstwo PFL. Zur Saison 2014/15 schloss er sich dem Ligakonkurrenten Torpedo Armawir an. Für Armawir machte er 25 Drittligapartien, mit dem Klub stieg er in die Perwenstwo FNL auf. Den Aufstieg machte er aber nicht mit, er wechselte zur Saison 2015/16 zum Drittligisten Druschba Maikop. Für Druschba spielte er 14 Mal.
Im Februar 2016 zog Mendel weiter zum Ligakonkurrenten Tschernomorez Noworossijsk. Für Tschernomorez machte er bis Saisonende acht Partien in der PFL. Zur Saison 2016/17 zog er weiter innerhalb der Liga zu Afips Afipski. In seiner ersten Saison bei Afips machte er 16 Partien, in der Saison 2017/18 kam er zu 22 Drittligaeinsätzen. Nach der Saison 2017/18 löste sich Afips allerdings auf. Daraufhin kehrte der Defensivmann zur Saison 2018/19 nach Noworossijsk zurück. Während seines zweiten Engagements kam er zu 26 Drittligaeinsätzen.
Zur Saison 2019/20 wechselte Mendel zum Zweitligisten FK Chimki. Dort gab er dann im Juli 2019 sein Zweitligadebüt. Bis zur Winterpause absolvierte er 23 Partien für Chimki. Im Februar 2020 wurde der Mittelfeldspieler an den Drittligisten Wolgar Astrachan verliehen. Aufgrund des COVID-bedingten Saisonabbruchs kam er allerdings nie zum Einsatz, Astrachan stieg in die FNL auf. Nach dem Aufstieg wurde Mendel dennoch fest verpflichtet und machte dann in der Saison 2020/21 31 Zweitligapartien für Wolgar.
Zur Saison 2021/22 wechselte er zum Ligakonkurrenten FK Fakel Woronesch. Für Woronesch kam er zu 35 Zweitligaeinsätzen, mit dem Team stieg er zu Saisonende in die Premjer-Liga auf. Anschließend debütierte er im Juli 2022 gegen den FK Krasnodar im Oberhaus. Bis Saisonende kam er zu 26 Einsätzen in der Premjer-Liga. In der Saison 2023/24 absolvierte er 15 Spiele. Im September 2024 wechselte Mendel zu Zweitligist Baltika Kaliningrad.